# André Zanotto
André Zanotto (Losanna, 1933 – Aosta, 1995) è stata una giornalista, scrittrice, storica, italiana.

## Biografia
Giornalista di stampa locale valdostana e vincitrice del Premio Saint-Vincent nel 1956, concentra la sua attività sulla ricerca storica della Valle d'Aosta.
Curatrice della pubblicazione di diversi testi settecenteschi di storia valdostana, dal 1970 si occupa di ricerca e documentazione presso la sovrintendenza regionale ai monumenti della Valle d'Aosta.
Membro dell'Académie Saint-Anselme di Aosta, collabora con la facoltà di lettere dell'università di Grenoble e con il Collège littéraire universitaire (CLU) di Chambéry, tenendo conferenze sulla Valle d'Aosta, e con la Scuola politecnica federale di Losanna in qualità di esperta di storia dell'architettura.
Negli anni Ottanta fa coming out come donna transessuale, iniziando ad indossare abiti femminili, diventando così una persona visibilmente queer molto precoce in Italia.

## Pubblicazioni
- Guida ai castelli valdostani, Quart (AO), Musumeci Editore, ISBN 88-7032-039-1.
- (FR) La minorité linguistique valdôtaine, Quart (AO), Musumeci Editore, 1968.
- (FR) Musumeci Editore, Quart (AO), Histoire de la Vallée d'Aoste.
- Aosta - Storia, antichità, cose d'arte, Aosta, Édition de la Tourneuve, 1967.